# تاو (فیلم)
تاو (به انگلیسی: Tau) یک فیلم در ژانر علمی تخیلی و هیجان انگیز می‌باشد که محصول سال ۲۰۱۸ به کارگردانی فدریکو دیالساندرو و بر اساس فیلمنامه ای از نوگا لاندو است.
از بازیگران اصلی این فیلم می‌توان مایکا مونرو، اد اسکرین و گری اولدمن را نام برد.

## خلاصه داستان
جولیا یک زن جوان است که در کلوپ‌های شبانه غمگین دزدی می‌کند. او از خانه اش ربوده می‌شود و در یک سلول زندان، با یک ایمپلنت درخشان در پشت گردنش بیدار می‌شود. دو شخص دیگر با او هستند. پس از چندین جلسه شکنجه روانی توسط مردی به نام الکس، او سلول و آزمایشگاه مجاور را در تلاشی برای فرار، خراب می‌کند. دو شخص دیگر، توسط رباتی به نام Aries که توسط هوش مصنوعی ای به نام تاو اداره می‌شود، کشته می‌شوند. Aries در شرف کشتن جولیا است که الکس از راه می‌رسد و ربات را متوقف می‌کند.
الکس فاش می‌کند که ایمپلنت موجود در گردن جولیا، در حال جمع‌آوری فعالیت‌های عصبی جولیا برای یک پروژه هوش مصنوعی است. در حالی که تخریب آزمایشگاه تحقیقات او را به عقب انداخته‌است. در مواجهه با مهلت دو هفته ای، الکس جولیا را در خانه اش زندانی نگه می‌دارد و اصرار می‌کند که پازل‌ها و تست‌های روان شناختی را کامل کند. در حالی که الکس هر روز سر کار نیست، جولیا با تاو دربارهٔ دنیای بیرون از خانه صحبت می‌کند. اگرچه تاو از برخی جهات باهوش است، اما نسبت به احساس مردم یا جهان بیرون بصورت کلی اطلاعی ندارد. در حالی که تاو شروع به درک موقعیتی که جولیا در آن گرفتار شده‌است می‌کند، برنامه‌نویسی او مانع از رها کردن او می‌شود. در ازای دریافت اطلاعات در مورد دنیای خارج، تاو به تدریج اطلاعات بیشتری در مورد خانه و همچنین آزمایشات الکس به جولیا می‌دهد.

## بازیگران
- مایکا مونرو در نقش جولیا
- اد اسکرین در نقش الکس
- گری اولدمن در نقش تاو
- فیستون بارک در نقش سوژه دوم
- ایوانا ژیوکوویچ در نقش سوژه اول
- شارون دی کلارک در نقش کوئین پین
- ایان ویرگو در نقش پسر مهمانی